# Dysteriida
Ordre
Les Dysteriida sont un ordre de Ciliés de la classe des Cyrtophoria.

## Liste des familles
Selon GBIF (25 novembre 2022) :
- Aegyrianidae
- Dysteriidae Claparède & Lachmann, 1858
- Kyaroikeidae Sniezek & Coats, 1996
- Plesiotrichopidae Deroux, 1976

## Systématique
L'ordre des Dysteriida a été créé en 1976 par le zoologiste français Gilbert Deroux (d) de la station biologique de Roscoff.